# Tivyna moaba
Tivyna moaba är en spindelart som först beskrevs av Ivie 1947.  Tivyna moaba ingår i släktet Tivyna och familjen kardarspindlar. Inga underarter finns listade i Catalogue of Life.